# Lac du Père-Noël
 (décembre 2022).
Le lac du Père-Noël est un lac situé dans le Nord-du-Québec, dans la province de Québec, au Canada.

## Toponymie
Le toponyme de ce lac évoque le père Noël, un personnage fictif associé à la fête de Noël, célébrée le 25 décembre. Ce nom est officialisé par la Commission de toponymie en décembre 1983. La raison exacte de l'attribution originale de ce nom insolite, qui attire parfois une attention particulière sur ce lac, est inconnue par la commission elle-même.
On note que l'hydronyme a été officialisé en 1983, la même année où Postes Canada officialisait le Programme de lettres au père Noël, grâce auquel les enfants pouvaient adresser des missives au légendaire barbu en utilisant le code postal « H0H 0H0 ».

## Géographie et climat
Il se situe 772 mètres d'altitude et s'étend sur 3,1 kilomètres carrés. Les environs du lac du Père-Noël sont essentiellement constituées de marais et de terres recouvertes d'herbe. Le lac fait 3,0 km du nord au sud et 2,2 km d'est en ouest.
Il se situe dans un climat boréal, où la température moyenne est de −6 °C; le mois le plus chaud étant juillet, à 13 °C, et le plus froid étant mars, à -16 °C.